# Aleksander Tarski
Aleksander Tarski, właśc. Aleksander Tabaksblat (ros. Александр Тарский, Александр Табаксблат; hebr. אלכסנדר טרסקי; ur. 10 listopada 1921 w Łodzi, zm. 17 listopada 1997) – polsko-izraelski pianista, dyrygent, kompozytor.

## Życiorys
Po wybuchu II wojny światowej przebywał w Związku Radzieckim, gdzie studiował w konserwatorium w Mińsku, i gdzie zadebiutował jako dyrygent w miejscowej operze, a następnie studiował również w konserwatoriach w Leningradzie i Moskwie. W wyniku działań wojennych został ewakuowany do Taszkentu, gdzie był dyrygentem w teatrze operowym. Powróciwszy po wojnie do Łodzi w latach 1946–1948 studiował fortepian i dyrygenturę pod kierunkiem Kazimierza Wiłkomirskiego i Zdzisława Górzyńskiego w Państwowej Wyższej Szkole Muzycznej w Łodzi. Od 1948 był pianistą i pracował akompaniatorem Filharmonii Łódzkiej. Od 1950 był dyrygentem, dyrygentem chóru i Orkiestry Rozrywkowej Polskiego Radia i Telewizji w Łodzi. W latach 1952–1957 był dyrygentem Państwowej Opery w Warszawie. W 1957 wyjechał dodo Izraela, gdzie został dyrygentem Izraelskiej Opery Narodowej w Tel Awiwie, a także orkiestry rozrywkowej rozgłośni Kol Israel oraz wytwórni płytowej Hed Arzi.
Został pochowany na Starym Cmentarzu w Herclijji.

## Odznaczenia
- Medal 10-lecia Polski Ludowej (1955)[6]